# Consultando o Oráculo (pintura)
Consultando o Oráculo, (em inglês:  Consulting the Oracle) é uma pintura a óleo de John William Waterhouse. Waterhouse pintou em 1884,  de acordo com Anthony Hobson em um artigo no "The Illustrated London News descreveu-o como uma das principais obras do ano".  Hobson descreve o trabalho como tendo uma "composição de buraco da fechadura" porque um anel parcial de mulheres se concentra em uma única outra (a sacerdotisa).
Hobson prossegue dizendo que a pintura ajuda a "estabelecer Waterhouse como um pintor clássico" por causa de seu uso de "estruturas geométricas clássicas ... a vertical, a horizontal e a circular".  Quando ele adiciona a diagonal, como "na figura inclinada da sacerdotisa" e o tapete fora do lugar, é uma tensão deliberadamente adicionada.